# Royal Scotsman

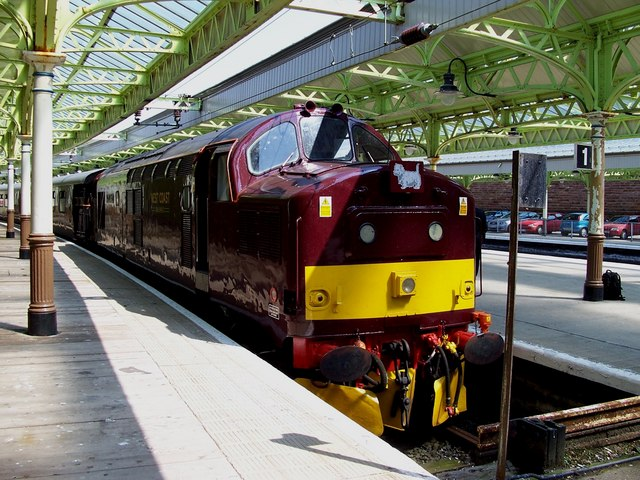
Der Royal Scotsman im Bahnhof Wemyss Bay

Der Royal Scotsman ist ein Luxuszug in Schottland. Der Zug fährt von April bis Oktober vom Bahnhof Edinburgh Waverley ins Schottische Hochland. Bis zu 36 Personen finden während der drei- bis achttägigen Schienenkreuzfahrt in dem elitären Nostalgiezug Platz. Beim Empfangsritual gehen die Fahrgäste am Bahnhof, begleitet von einem Dudelsackpfeifer, über einen roten Teppich in den im Stil des ausgehenden 19. Jahrhunderts gestalteten Zug. Die eingesetzten modernisierten Wagen stammen aus den 1950er Jahren und wurden entsprechend umgebaut. Der Zug wurde 1985 von der Great Scottish & Western Railway Company in Betrieb genommen, damals teilweise noch mit älteren Wagen aus der Vorkriegszeit. Diese wurden seither durch neuere Fahrzeuge ersetzt. Seit 2005 wird der Royal Scotsman von Belmond Ltd. betrieben, einem seit 2018 zum Luxuskonzern LVMH gehörenden Hotel- und Kreuzfahrtunternehmen mit Sitz in Bermuda.
Die Zuggarnitur des Royal Scotsman hat zwei Speisewagen, „Swift“ mit Zweier- und Vierertischen, „Raven“ mit Tischen für sechs und acht Personen. Beide Speisewagen sind mit Mahagoni vertäfelt, für die Fahrgäste gibt es eine strenge Kleiderordnung. Der Salonwagen mit komfortablen Sofas und Sesseln hat zahlreiche Panoramafenster und eine Außenterrasse. In den vier Schlafwagen sind die Zweibett- und Einzelabteile mit Dusche und WC ausgestattet. Nachts hält der Zug entweder auf einem Seitengleis oder einem Bahnhof an.
Die Lokomotive zieht die bordeauxroten Wagen auf ihrem Weg durch die Highlands am Hochmoor von Rannoch und am 1345 Meter hohen Ben Nevis vorbei und fährt über das 380 Meter lange Glenfinnan-Viadukt am Loch Shiel.
Der Zug wird während der Reise von einem Reisebus begleitet, der die Fahrgäste mit auf die täglich stattfindenden Ausflüge nimmt. Besucht werden einheimische Fischer, private Herrenhäuser, Whisky-Destillerien, eine Lachsräucherei, die Highland Games in Mallaig und Eilean Donan Castle.
Der Royal Scotsman ist nicht mit einem anderen Zug ähnlichen Namens, dem Flying Scotsman, zu verwechseln. Letzterer ist ein Personenzug, der ganzjährig ausschließlich zwischen London King’s Cross Station und Edinburgh Waverley Station verkehrt.